# Wilhelm Sulpiz Kurz
Wilhelm Sulpiz Kurz est un botaniste bavarois, né en 1834 et mort en 1878.

## Biographie
Il travailla comme botaniste en Inde, en Indonésie, en Birmanie, en Malaisie et à Singapour, collectant des plantes. Il dirigea les jardins botaniques de Bogor et de Calcutta.  Spécialiste du genre Musa (bananiers).  Il  écrivit Forest Flora of British Burma (1868). Il donna son nom au    Taraktogenos kurzii .